# Sube la marea
Sube la marea es el sexto álbum del grupo de rock asturiano Dixebra. Fue grabado en los meses de marzo y abril de 2002 en los Estudios Garate de Andoáin, propiedad de Kaki Arkarazo, quien se encargó de la producción del disco; y lanzado al mercado el 14 de junio de 2002 por Discos L'Aguañaz, la compañía discográfica de la banda.
Este puede ser el álbum más experimental de Dixebra, donde las bases rock de siempre dejan mayor terreno al mestizaje diverso que aborda la banda. Las partes basadas en los ritmos jamaicanos (ska, reggae) son más frecuentes que nunca, motivadas por la incorporación definitiva al grupo de la sección de vientos constituida por Agus Lara (trompeta) y Eladio Sánchez (saxofón), quienes ya colaboraran en anteriores trabajos. Asimismo, la gaita electrónica de Fernando vuelve a adquirir gran protagonismo, en ocasiones haciendo las melodías principales y otras veces en el bridge de los temas. Sin embargo, desaparece la abundancia de instrumentos propios del folk que daban un matiz especial en anteriores trabajos.
Las letras se desmarcan más que nunca de la crítica social directa e irónica que suele caracterizar los discos del grupo, si bien ésta sigue presente en varios de los temas. Aparecen casi por primera vez algunos textos de temática puramente sentimental, y otros en los que se relatan historias de personajes concretos y ficticios para tratar problemáticas generales. Las letras siguen evolucionando hacia un estilo más poético.
Entre las colaboraciones, destaca especialmente la de Evaristo, del mítico grupo vasco La Polla, que presta su voz al tema Dime cómo ye. Por su parte, Rubén Bada toca el bouzouki en Vientu na cara, primer y único tema de la banda donde la labor vocal principal corre a cargo del bajista Javi en lugar de Xune. El productor asturiano Sergio Rodríguez, que al año siguiente pasaría a ser miembro fijo del grupo, colabora con programaciones y samples.

## Lista de canciones
1. La memoria
2. Dime cómo ye
3. Vientu na cara
4. Ezeiza
5. Si vienes
6. In nomine dei
7. Pan y roses
8. Nenos de la cai
9. Acabóse'l baille
10. Puerca vergoña
11. Díes de comedia